# Phil Bardsley
Phillip Anthony Bardsley, född 28 juni 1985 i Salford, England, är en skotsk föredetta fotbollsspelare (försvarare).

## Karriär
Bardsleys moderklubb är Manchester United där han spelade 8 ligamatcher men aldrig slog sig in i startelvan. Efter att ha varit utlånad till ett antal klubbar 2004-2008 köptes Bardsley av Sunderland. Den 22 maj 2014 skrev han på ett treårskontrakt med Stoke City.